# Liste der Mitglieder der Deutschen Akademie der Naturforscher Leopoldina/1724
Die Liste der Mitglieder der Deutschen Akademie der Naturforscher Leopoldina für 1724 enthält alle Personen, die im Jahr 1724 zum Mitglied ernannt wurden. Insgesamt gab es acht neu gewählte Mitglieder.

## Mitglieder
| Nr. | Name                      | Beiname         | Geboren       | Aufnahme | Gestorben     | Bild                   | Datenbank |
| --- | ------------------------- | --------------- | ------------- | -------- | ------------- | ---------------------- | --------- |
| 366 | Georg Daniel Coschwitz    | Mnesitheus      | 1679          | 28. Apr. | 8. Mai 1729   | Georg Daniel Coschwitz | 2337      |
| 367 | Georg Tobias Weissmann    | Silimachus I.   | 24. Okt. 1690 | 11. Mai  |               |                        | 7220      |
| 368 | Franz Büttner             | Heliodorus III. |               | 13. Mai  |               |                        | 2238      |
| 369 | Conrad Michael Valentini  | Thessalus III.  | 1697          | 7. Jun.  |               |                        | 7019      |
| 370 | Johann Hartmann Degner    | Argonauta IV.   | 19. Juli 1687 | 13. Jul. | 6. Nov. 1756  |                        | 2397      |
| 371 | Immanuel Heinrich Garmann | Pollux II.      | 1679          | 18. Jul. | 16. Sep. 1730 |                        | 2883      |
| 372 | Carl Friedrich Loew       | Pittalus        | 20. März 1699 | 18. Okt. | 4. Nov. 1741  |                        | 5010      |
| 373 | Joseph Le Maire           | Heraclitus II.  | 1686          | 3. Nov.  |               |                        | 4877      |